# Marcel Esdras
Marcel Esdras, né le 21 mai 1927 à Pointe-Noire et mort le 13 novembre 1988 à Clichy, est un médecin et homme politique français.

## Biographie
Médecin de profession, son parcours politique débute dans sa commune natale de Pointe-Noire dont il devient le maire en 1971. Deux ans plus tard, il est élu conseiller général du canton de Pointe-Noire. Il conservera ces fonctions jusqu'à son décès.
En 1981, il est élu président du conseil régional de la Guadeloupe, qui est alors un établissement public, mais reste seulement un an à la tête de la collectivité. La même année, il est élu député de la 3e circonscription de la Guadeloupe.
Par ailleurs, il a été président de l'Association des maires de Guadeloupe.
Marcel Esdras est l'un des initiateurs et signataires, avec Justin Catayée notamment, de la « première déclaration de Basse-Terre » le 10 mai 1961, mettant en garde le gouvernement français sur la décadence économique des DOM et la nécessité de proclamer pour chacun de ces territoires un statut propre d'autogestion leur permettant de diriger eux-mêmes leurs affaires dans le cadre de l'ensemble français.
Le docteur Esdras demandera également à être entendu comme témoin à décharge dans le procès des dix-huit nationalistes guadeloupéens qui eut lieu du 19 février au 1er mars 1968 devant la Cour de sûreté de l'État.
Extrait du témoignage de Marcel Esdras :

« Dès lors, je crois que l'attitude de la population s'explique assez facilement, elle a brusquement reporté toute sa rancœur contre ce personnage (Srnsky), lequel s'était déjà vanté d'avoir joué un rôle déterminant lors des élections récentes, elle a peut-être inconsciemment, dans une réaction de foule, dans une réaction collective, essayé de se libérer en s'acharnant sur ce personnage qui, certainement à cet instant, symbolisait véritablement tout le passé d'injustice, d'humiliations, en somme, toute la situation qui était devenue intolérable. »

À propos des mœurs électorales, il dira :

« J'ai participé aux dernières élections cantonales, en tant que candidat. Or, de notoriété publique, au cours des opérations de dépouillement, une grande partie du plancher où se déroulaient ces opérations s'est effondrée brusquement et il y eut un grand nombre de blessés. Soit coïncidence, soit relation de cause à effet, l'allure du dépouillement s'est modifiée à la suite de cet incident. Malgré cet évènement assez grave, mon adversaire a tout de même été proclamé élu et chacun a pu entendre, les jours suivants, par des voix officielles que, partout en Guadeloupe, le scrutin avait été calme et sincère… »

Le docteur Esdras s'éteint le 13 novembre 1988 après avoir mené la campagne présidentielle de Raymond Barre en Guadeloupe.

## Détail des fonctions et des mandats
Mandat parlementaire
- 2 juillet 1981 - 1er avril 1986 : député de la 3e circonscription de la Guadeloupe

Mandats locaux
- mars 1971 - novembre 1988 : maire de Pointe-Noire
- septembre 1973 - novembre 1988 : conseiller général du canton de Pointe-Noire
- 1981 - 1982 : président du conseil régional de Guadeloupe